# Melothesia

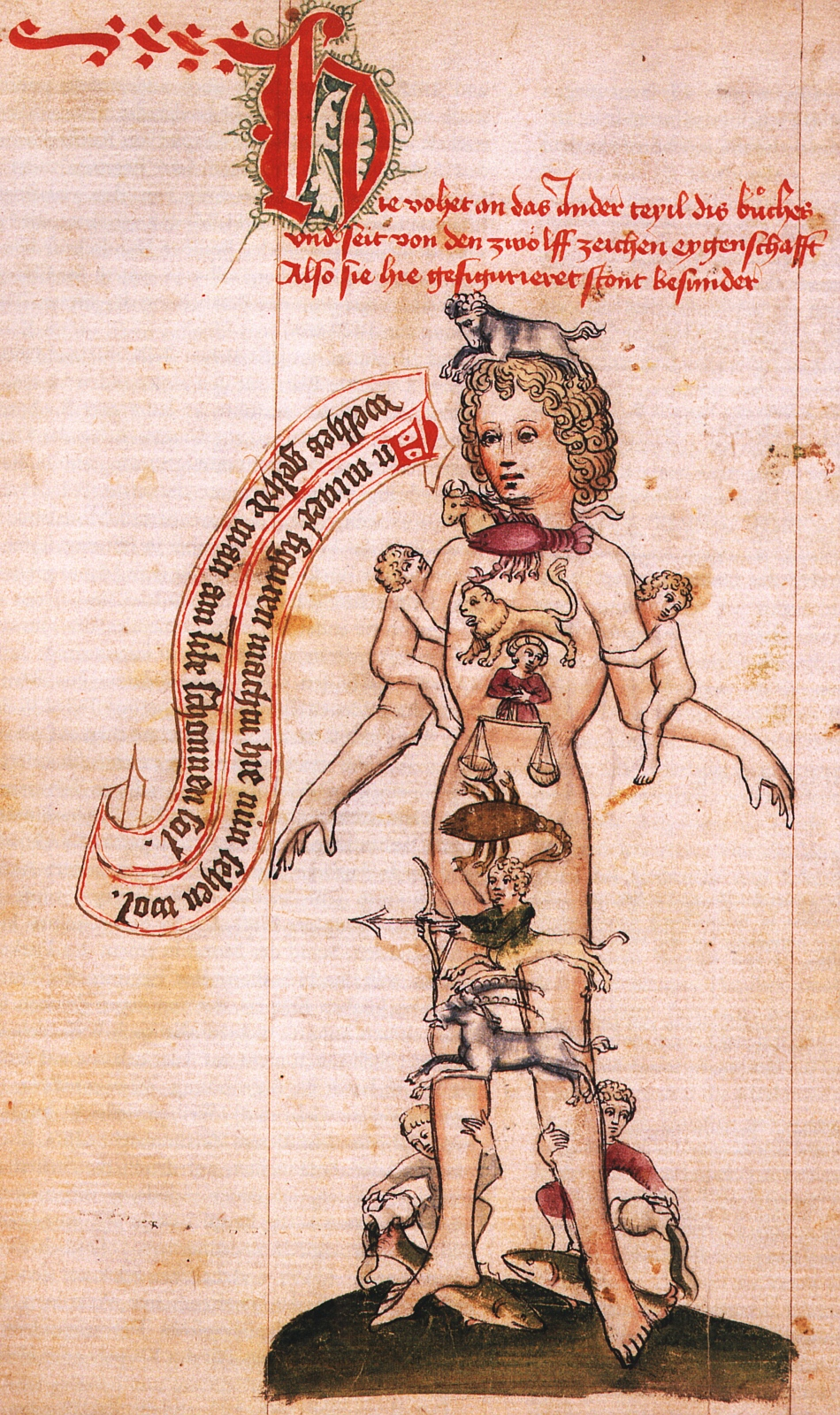
Illustrazione dell«Homo signorum», con le relazioni tra le parti anatomiche e i segni zodiacali, dal trattato di Heinrich Laufenberg, Regimen (1450-60)

La melothesia è una disciplina che investiga i legami intercorrenti tra i segni dello Zodiaco, i pianeti, il Sole, la Luna, ed il corpo umano. Proponendosi di intervenire su tali corrispondenze per ripristinare gli stati di salute alterati, diede luogo a quella che è conosciuta come astrologia medica.

## Storia
La disciplina nacque in Babilonia, ad opera di Beroso, sacerdote vissuto nel III secolo a.C., il quale aprì la scuola astrologica di Kos, praticandovi l'astrologia medica. 
La melothesia si perfezionò quindi nella Grecia classica, dove si può considerare Ippocrate il padre spirituale della disciplina, in quanto i suoi studi consideravano l'uomo come un microcosmo, sul quale agiscono a livelli diversi gli umori, espressioni di archetipi superiori.
La disciplina si codifica in epoca romana con Marco Manilio ed il suo testo Astronomica, il quale contiene lo schema secondo cui ogni parte del corpo si connetterebbe ai segni zodiacali.

## La Iatromathematica
Lo schema contenuto nel testo di Marco Manilio gettò le basi per la iatromathematica, la scienza medica che si propone di individuare le forze o le debolezze di un individuo e il modo più consono per intervenire, somministrando i rimedi opportuni per ripristinare il suo equilibrio umorale o temperamentale. 
Ad esempio, il segno zodiacale dell'Ariete ha come sfera d'influenza il cranio, ed i nati sotto questo segno, in particolari condizioni rivelate da una certa configurazione astrale, saranno soggetti a ferite alla testa o ad attacchi depressivi.

### Associazioni coi segni zodiacali

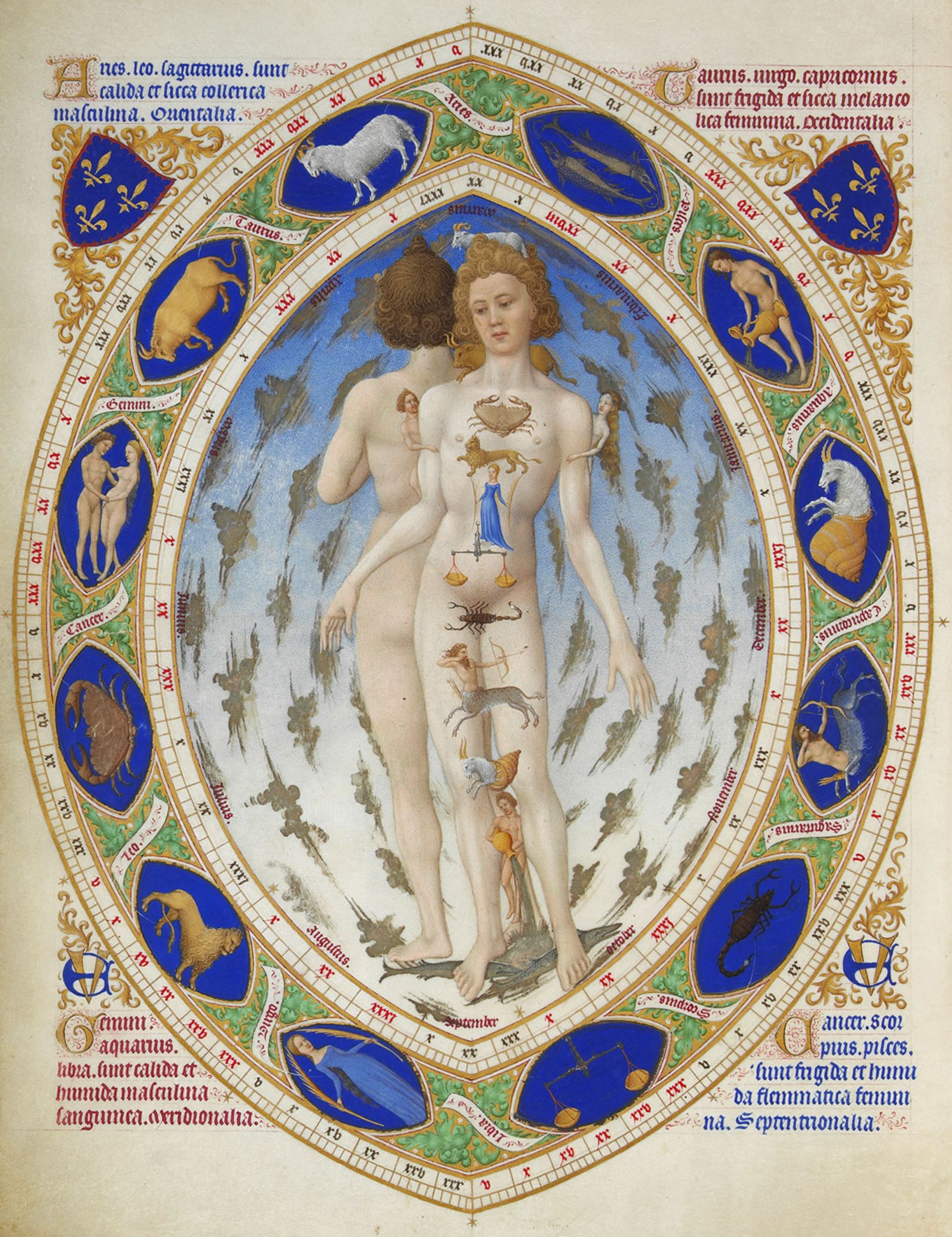
L'essere umano anatomico-astrologico

L'associazione tra le costellazioni e le parti del corpo era la seguente:
- Ariete : testa, viso, cervello, occhi
- Toro : gola, collo, tiroide, apparato vocale
- Gemelli : braccia, polmoni, spalle, mani, sistema nervoso, cervello
- Cancro : seno, stomaco, tratto gastrointestinale
- Leone : cuore, petto, colonna vertebrale, regione dorsale
- Vergine : apparato digerente, intestino, milza, sistema nervoso
- Bilancia : reni, pelle, parte bassa della schiena, glutei
- Scorpione : sistema riproduttivo, organi sessuali, intestino, sistema escretore
- Sagittario : fianchi, cosce, fegato, nervo sciatico
- Capricorno : ginocchia, tendini, sistema scheletrico
- Acquario : caviglie, sistema circolatorio
- Pesci : piedi, dita dei piedi, sistema linfatico, tessuto adiposo

Dopo aver esaminato il tema natale dell'individuo, un astrologo medico poteva consigliare al suo cliente le parti del corpo in cui poteva provare disagio. Ad esempio, si presumeva che una persona con il Sole, la Luna, l'Ascendente o molti pianeti in Ariete potesse avere più mal di testa rispetto al resto della gente, data l'associazione dell'Ariete con la testa. Una persona con un forte ascendente del Toro nel tema natale avrebbe avuto più mal di gola e problemi di voce, a causa dell'associazione taurina con questa parte del corpo.

### Associazioni coi pianeti
Nel Cinquecento Paracelso associò anche i pianeti dell'astrologia occidentale con determinate parti e funzioni del corpo, in particolare:
- Saturno, archetipo delle miniere e dell'oscurità, con la milza;[6]
- Giove, che presiede alla spiritualità e alla giustizia, col fegato;[6]
- Marte, espressione di potenza ed energia, con i genitali,[6] oltre alla bile;[7]
- Il Sole, perno centrale del sistema planetario, col cuore;[6]
- Venere, governatrice della socialità e dell'armonia, con i reni;[6]
- Mercurio, archetipo delle comunicazioni e delle relazioni con l'esterno, coi polmoni;[6]
- La Luna, attinente all'umido, all'immaginazione, alla memoria, col cervello.[6]

Tali corrispondenze, riflettendosi anche sugli elementi del piano minerale, vegetale o animale, per Paracelso rendevano possibile utilizzare le virtù di quest'ultimi in base alla loro somiglianza simpatetica colla patologia da trattare, secondo la dottrina delle segnature:
(Paracelso, Paragranum, I)